# Puéchoursi
Puéchoursi är en kommun i departementet Tarn i regionen Occitanien i södra Frankrike. Kommunen ligger i kantonen Cuq-Toulza som tillhör arrondissementet Castres. År 2022 hade Puéchoursi 109 invånare.

## Befolkningsutveckling
Antalet invånare i kommunen Puéchoursi
| Referens: INSEE |